# Салочки

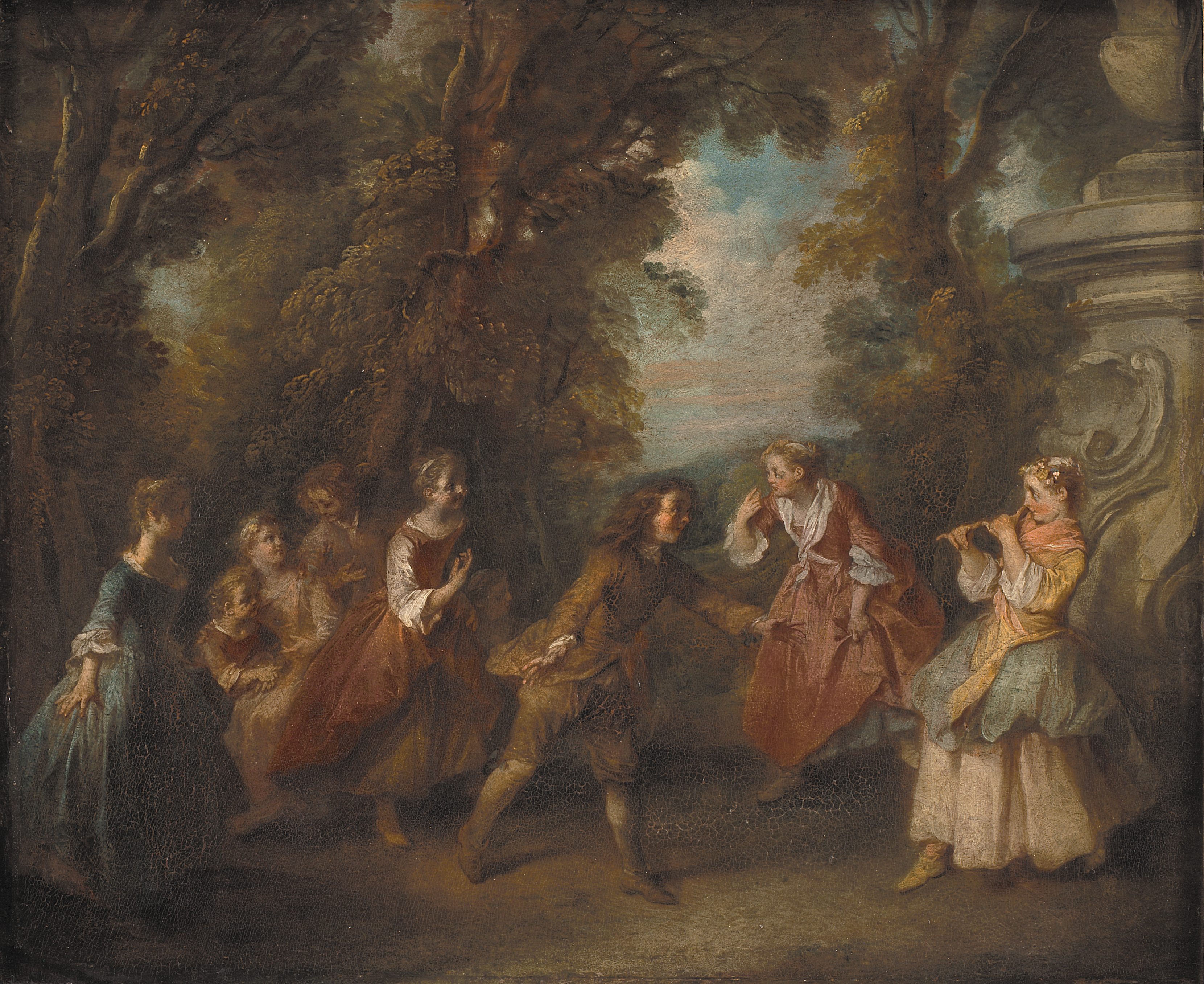
Салочки в стиле рококо. Н. Ланкре. XVIII в.

Салочки (салки, пятнашки, догонялки, квачи, голя, босиньи) — наиболее общее название детской игры в разных вариантах, но с главным принципом: игроки пытаются осалить (опятнать) друг друга касанием руки, тем самым передать другому участнику игры ведение (необходимость осалить кого-то другого).

## Обычные салочки
Один из играющих — водящий (во́да, лада), ему ловить. Остальные разбегаются. Кого осалит (дотронется ладонью) водящий, тот присоединяется к нему и ловит остальных вместе с ним. Изловив третьего, они ловят четвёртого, пятого и т. д., пока не переловят всех.
Существует другой, «бесконечный» вариант игры: тот, кого осалит водящий, сам становится водящим, а водящий, наоборот, становится простым игроком.
Иногда по согласованию игроков вводится одно или несколько из дополнительных правил: 
- Водящий не имеет права осаливать того, кто до этого осалил его самого;
- «Руки, ноги, голова не считово никогда» — дотрагивание до руки, ноги и головы не считается;
- «Выше (ниже) земли» — убегающий игрок может встать на пень или любое другое место выше или ниже уровня земли и тем самым получить временную неприкосновенность.

## Круговые салочки
На земле чертится большой круг. Играющие становятся по кругу. По сигналу все бегут по кругу друг за другом.
Если кто-то кого-то догонит и осалит, тот выходит из игры. По звуковому сигналу все должны развернуться и бежать в противоположную сторону, стараясь осалить бегущего впереди.
Выигрывают те, кого не смогли осалить.

## Перекрестные салочки
Игрок может избавиться от преследования водящего, если какой-нибудь другой игрок пробежит между ним и водящим. В этом случае водящий должен бегать за игроком, пересёкшим его путь.

## Цепные салочки
Отличаются от обычных салочек тем, что игрок, которого осалили, берет за руку водящего и так бегает за другими игроками.
Следующий осаленный берёт за руку кого-то из этой пары и так далее. Составляется длинная цепь водящих, которая может окружать убегающих. Если на бегу цепь разрывается, то водит кто-то из тех игроков, которые расцепили руки.
Кто из двух — решают по жребию (например, «камень, ножницы, бумага»).

## Перуанские салочки
Отличаются от обычных тем, что если игроки взялись за руки — их нельзя осалить. Поэтому игрок, если он видит, что опасность близко, кричит: «На помощь!», и кто-нибудь из остальных играющих бежит и подает ему руку.

## Обезьяньи салочки
Водящий должен по-обезьяньи подражать убегающему.
Например, если преследуемый неожиданно (такие вещи убегающий будет делать намеренно) поскачет на одной ноге, то и водящий должен скакать за ним на одной ноге.
Если же водящий не успел вовремя повторить движения убегающего, то «осаливание» не считается и убегающему дается 5 секунд, чтобы убежать снова.

## Вампирские салочки
Все игроки делятся поровну на две команды. Игроки из одной команды назначаются «Людьми»: они помечаются либо ярко-красными платками-повязками на шее, либо ярко-красным широким скотчем, обмотанным вокруг бицепсов обеих рук. Игроки другой команды назначаются «Вампирами» и не имеют никаких маркеров-повязок.
Цель «Вампиров» — захватить как можно больше «Людей», которые после захвата тоже становятся «Вампирами».
Игра считается завершенной, когда будет пойман последний «Человек». После этого команды обычно меняются ролями и начинается вторая игра. Эта игра хороша тем, что в ней нет ни победителей, ни проигравших, поэтому в итоге всегда побеждает дружба.

## Вонючка
Берётся мяч, тряпка или клубок верёвки — «вонючка». Водящий бросает вонючку в кого-нибудь из остальных; если попадает — тот водит. Если же промахнулся — бежит подбирать вонючку. Другое название этой разновидности: сиф или сифа, «плешь».
Если во дворе есть высокий спортивный снаряд (рукоход, шведская стенка, брусья), играют и в такой вариант: водящий ходит по земле, остальные располагаются на верхушке.
В плавательном бассейне кидают мячик для большого тенниса. Все игроки находятся в воде, но водящий может бегать и вдоль края. В кого кинули старается успеть нырнуть, чтоб мяч в него не попал. При этом водящий может делать обманные движения рукой, имитируя бросок — заставляя нырнуть, но реально кидая только тогда когда человек выныривает. Если водящий промахивается, то плывет за мячиком и все начинается снова. Данный вариант получил распространение в городе Кирове в детских спортивных секциях плаванья, во время дней свободного плаванья.

## Колдунчики
Второе название «колдунчиков» — «чай-чай-выручай». Ещё существует вариант «заморозка».
Иногда играют на хоккейных или роликовых коньках. Игроки делятся на две неравные команды: «колдуны» (от 1 человека до примерно трети всех игроков) и «убегающие» (остальные).
Если колдун запятнает убегающего, он его «заколдовывает» — тот возвращается в то место, где его запятнали, и встаёт неподвижно. «Расколдовать» его может кто-то из убегающих. Колдуны выигрывают, когда заколдовывают всех, убегающие — когда за отведённое время не дали колдунам это сделать.
Покинувший пределы площадки убегающий становится «заколдованным». Упавший в непосредственной близости от колдуна — тоже. Если непосредственно после прикосновения колдун падает или покидает пределы площадки, запятнанный становится свободным. Осаливать можно рукой за любую часть тела/одежды/снаряжения, в том числе за конёк. Освобождать не вернувшегося на место «заколдованного» запрещено. Силовые приёмы запрещены. Заколдованные не могут образовывать цепочки, мгновенно освобождающиеся при «расколдовывании» любого из них.
Если участников игры больше 10—15 человек, часто используют цветные повязки или ленточки для обозначения водящих и убегающих.

## Названия
Простота правил, отсутствие необходимости в сложных приспособлениях, постройках и т. п. привели к чрезвычайной распространённости игры, получившей в различных регионах России и бывших союзных республик множество наименований. К примеру, простейший «бесконечный вариант» (см. выше раздел «Обычные салочки») игры имеет несколько десятков названий, например:
- бата — Хабаровск (Россия)
- баши́ («играть в баши́», дотрагиваться — «га́лить») — Челябинск (Россия), Рождественка (Казахстан).
- Босиньи («Играть в босиньи)— Казахстан
- бэрка, бэрик («играть в бэрку (бэрика)») — Северо-Западная Белоруссия, Брест (Белоруссия)
- бэцык («играть в бэцыка») — Юго-Западная Белоруссия
- ва́да (догоняющий — «ва́да») — Брянск, Ивановская обл., Северодвинск (Россия)
- во́ды — Подмосковье (Россия)
- галл («играть в галла»; догоняющий — «галл») — Сакский район
- галя (догоняющий — «галя») — Пермь, Екатеринбург (Россия)
- гаша (дотронуться — «гасить, загасить»; тот, до кого дотронулись, — «гашёный») — Рубцовск (Алтайский край, Россия)
- го́ли («играть в го́ли»; дотронуться — «заголи́ть»; начало — «чай-чай, налетай, кто в го́ли играй») — Элиста (Россия)
- голя — Иркутская обл., Кемеровская обл., Улан-Удэ, Якутия (Россия), Средняя Азия
- догонялки (догоняющий — «во́да») — Архангельская обл., Башкирия, Волгоград, Калмыкия, Краснодарский край, Мордовия, Москва и Подмосковье, Калужская, Тульская, Брянская обл., Нижний Новгород и Нижегородская обл., Ленинградская обл., Пензенская обл., Пятигорск, Ростовская обл., Смоленская обл., Татария, Тверская обл., Ульяновская обл., Самарская обл., Ханты-Мансийский АО, Челябинск, Чувашия, Ярославская обл.; Черновцы (Украина); Астана, Восточный Казахстан, Караганда, Костанайская обл. (Казахстан); Севастополь; Рига (Латвия), Новосибирск..
- догоняшки — Кемеровская обл., Томская обл., Тверская обл., Улан-Удэ, Ханты-Мансийский АО (Россия); Севастополь; Ташкент (Узбекистан)
- жёлтая карточка[источник не указан 1565 дней] — этот утомительный вариант в городе Магнитогорске играется на большой площади, 1-1,5 квадратных км, без автодорог (несколько кварталов).
- квач (в пер с укр., белор. салки; «играть в квача́»; догоняющий — «квач»; дотрагиваться — «квачева́ть», дотронуться — «заквачева́ть»; начало — «квач, квач, дай калач!») — Белгород, Новочеркасск, Шахты, Ростовская обл. (Россия); Киев, Полтавская обл., Сумская обл., Харьков (Украина); Минск (Белоруссия)
- коли (дотронуться — «уколоть», начало — «собирайся, народ, кто в коли идёт?») — Астрахань (Россия)
- крысы — Саратов, Тамбов (Россия)
- кэц — Богуслав, Киевская обл.
- лада («играть в лады»; догоняющий — «лада»; дотрагиваться — «ладить») — Ростовская обл. (Россия), Луганская обл. Донецкая обл.
- ладя («играть в лады»; догоняющий — «лада»; дотрагиваться — «ладить») — Донецкая обл.
- латки («играть в латки»; догоняющий — «латка»; дотронуться — «зала́тать») — Краснодарский край, Ростовская обл., Воронежская обл., Донецкая обл., Сумы (Украина).
- лов («играть в ло́ва»; догоняющий — «лов»; дотронуться — «передать ло́ва»; начало — «давайте в ло́ва (там-то)! кто последний, тот и лов!») — Ростов-на-Дону (Россия); Черновицкая обл. (Украина); Севастополь
- ло́вы («играть в ло́вы»; догоняющий — «ло́ва»; дотронуться — «сло́вить»; начало — «давайте в ло́вы (там-то)! кто последний, тот и лова!») — Львов (Украина), Крым, Симферополь
- лябы (вероятно, производное от «ляпы»; догоняющий — «ляба») — Ставропольский край, Карачаево-Черкесия (Россия)
- ляпки («играть в ляпки») — Архангельская обл., Средний Урал (Россия)
- ляпы (дотронуться — «заляпать») — Архангельская и Свердловская обл., Киров и Кировская обл., Карелия, Пермь (Россия)
- май, мая (дотронуться — «замаить») — Калининградская обл. (Россия)
- майки
- мастак (?) (догоняющий — «мастёвый») — Нижнее Поволжье (Россия)
- маялки — Караганда (Казахстан)
- паря (дотронуться — «запарить») — Северодвинск (Россия)
- пятнашки (пятна)/пятник (дотронуться — «запятнать») — Архангельская обл., Камчатский край, Горьковская обл., Оренбургская обл., Ленинградская обл. (Россия); Могилёв (Белоруссия); Западный Казахстан; Киргизия; Ташкент (Узбекистан); Тверская обл., также - Калужская, Брянская, Тульская, Орловская обл.; Эстония
- салки (догоняющий — «во́да»; дотрагиваться — «са́лить», ср. крапива обжигает = са́лит; ср. англ. sully, soil — пачкать) — Владимирская обл., Москва и Подмосковье, Калужская, Брянская, Тульская, Орловская, Нижегородская обл., Пензенская обл., Рязань, Ярославская обл. (Россия)
- салочки (догоняющий — «во́да»; дотрагиваться — «са́лить», ср. крапива обжигает = са́лит; ср. англ. sully, soil — пачкать) — Москва и Подмосковье; также Калужская, Брянская, Тульская, Орловская, Пензенская обл., Тамбовская обл., Татарстан (Россия); Тверская обл.; район г. Бранденбург (Германия, 1950-е гг.)
- сиф (догоняющий — «сиф»; необходимо добежать до места начала игры: «кто последний — тот и сиф!») — Севастополь
- си́фа (догоняющий — «сифа́к»/«сифа́ч», дотронуться — «сифануть»/«засифачить») — Адыгея, Башкирия, Брянск, Тула, Воронеж, Владимирская, Калужская, Орловская, Тульская обл., Коми, Ленинградская обл., Геленджик, Иркутск, Москва, Поволжье, Средний Урал, Улан-Удэ, Челябинск, Магнитогорск, Владивосток, Мурманская область (Россия), Новгородская область, Казахстан, Краснодарский край, Череповец (Вологодская область). "Сифой" может называться только вариант с киданием предмета водящим (Минск, Рязань, Красноярск, Екатеринбург, Мурманск, Амурская обл., Казань).
- си́фа ака — Юг Казахстана — Алма-Ата, Шымкент, Талдыкорган. Так называется только вариант игры с мячом и ногами. Бегать ни за кем не обязательно, можно просто уметь метко пинать мяч в убегающих.
- форшма́ (вероятно, заимств. из уголовн. жарг., термин связан с гомос. принуждением; тж. ср. форшмак, от нем. Vorschmack, «закуска» — запеканка из рубленого мяса или селедки с картофелем) — Волгоград (Россия)
- цу́рик (водящий — «цурик», водить — «цу́рить», дотронуться — «отдать цурика») — Ровно (Украина)
- эл (вероятно, по первой букве «Л» названия «ловы», сокращенное/секретное обозначение игры; «играть в эла»; догоняющий — «эл») — Феодосия

## История
Происхождение этой игры восходит к Средним векам, и оно драматично. Европа и весь мир помнят эпидемии чумы, когда механизм передачи болезни ассоциировался с контактом с больным. Засалить, запятнать другого человека означало передать ему заразу. В Испании сохранилось название этой игры, как «бубонная чума».
В марте 2017 года такая многовековая игра, как салочки, была запрещена в одной из калифорнийских начальных школ — Gold Ridge Elementarу School. Причиной послужило то, что, по мнению директора, это грубая контактная игра, которая небезопасна.
Похожие случаи были отмечены и в других американских школах, а также в Англии.